# 劉勃麟
劉勃麟（1973年—？）是一位出生于中国山东省的当代艺术家，专门创作自己伪装成与周围环境相匹配的自画像。他在1995年于山东艺术学院取得美术学士学位，2001年在北京的中央美术学院取得硕士学位。他的作品在世界各地博物馆有展览。又称“看不见的人”的他最著名的作品来自他从2005开始作为表演艺术的摄影作品的系列“隐身在城市里”的照片，作为对在北京工作的艺术家村被拆除为2008年北京奥运会做准备的回应。
从1998年在北京的首次个人展览开始，刘勃麟的作品受到国际认可。在其他的国际场馆中，他独特的摄影和雕塑已经在主要的当代摄影节Les Rencontres d'Arles 阿尔勒国际摄影节]上展示，他也在北京的大山子艺术区（2007年）、巴黎的Bertin-Toublanc画廊（2007年）、纽约的Klein Sun画廊（2008年）、巴黎和布鲁塞尔的巴黎-北京画廊（2013年）、维罗纳的手办画廊（2008年）、米兰的备考基础摄影（2010年）、罗马的H. C. 安德森博物馆（2012年）举办了个人展览。

## 个人生活
刘勃麟属于1990年初成年的一代，当时中国从文化大革命的废墟中崛起，开始享受经济快速增长和相对稳定的政治局面。
他现在北京居住、工作。

## 系列

### 《隐身在城市里》
2005年11月17日，刘勃麟在北京艺术村索家村艺术营被毁后受到触动，萌生了创造该系列的想法。索家村拆迁时，刘勃麟正在这座曾是亚洲最大艺术家中心的地方工作。当时有140多名中外艺术家在这里进行艺术创作。在对索家村毁灭的情感驱使下，刘勃麟决定用自己的艺术进行无声抗议，唤起对政府对中国艺术家的保护缺失的注意。在实践中，刘勃麟将自己的身体融入到有关中国社会发展过程的社会性的背景里，为中国艺术家自由艺术创作吸引了社会的关注，保护了他们的社会状态，高亮了他们经常与物质环境发生冲突的关系。
在他的作品中，刘勃麟经常特别注意伴随中国经济迅速发展的各种社会问题，使社会政治成为他图片评论的关键。在《隐身在城市里》中，刘勃麟特别关注一个问题即作为共产主义社会教育工具的口号，指出多年来很多人将习惯于口号而不再有意识地注意这些信息对公众思想的影响。通过将自己画进一些此类口号，刘勃麟迫使观者识别这些信息，在此过程中重新思考自己生活的环境。
《隐身在城市里》系列也激发了刘勃麟随后的其他系列，尤其是《影子》，描绘了个体无助感的概念；但不是以个人面对社会为中心，而是探索了个体与其自然环境的联系。不同于在《隐身在城市里》中将自己画进各种人造建筑的背景，此处刘勃麟在雨天躺在地上，确保身体下面的部分干燥。他的出现构造的平整人形总是随着他挪开而很快消失，阐述了人在环境面前的无助程度。（不列颠艺术家安德鲁·戈尔兹沃锡也用了同样的技术，尽管是在自然环境下。）

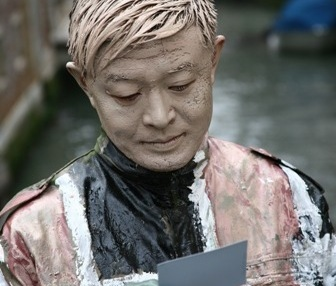
刘勃麟在《隐身在意大利》演出中

刘勃麟以在威尼斯、米兰、罗马、庞贝、维罗纳和纽约城的两个衍生系列作为《隐身在城市里》的续作。他沿用了把自己画进城市景观的方法，选择了在西方艺术传统中具有重要意义的意大利和具有人类和他们创建的物体之间的冲突的潜力的纽约城。从2008年起就开始的第一个衍生系列被命名为《隐身在意大利》，被收入在2012年罗马由拉法莱·加瓦罗任馆长的H. C. 安德森博物馆的个人展《刘勃麟。秘密之旅》。在为这个项目服务的过程中，刘勃麟把自己画进了充满社会的背景如华尔街和美国9/11纪念瓷砖。
2011年6月，刘勃麟创造了《隐身在城市里》系列，在其中他把标志性的纽约景点纳入了作品。
2012年2月，刘勃麟和设计师高尔铁尔、瓦伦蒂诺、朗万、米索尼宣布展开合作项目，它后来登上3月时尚芭莎杂志期刊。伪装成背景突出的人的系列作品取得成功后，他和法国艺术明星JR合作。在《新闻周刊》的一份题为《埃利·克莱因引领中国当代艺术浪潮》的人物简介中，他被描写为卓越的艺术家。
2013年在卡塔尼亚港的南码头发现了将移民从非洲运到卡塔尼亚海岸的第一艘船。其中，6个在船上旅途劳顿的埃及孩子在距离丽都湾草坪才数米的地方在试图到达海岸时悲剧性地溺死了。2015年，这位艺术家选择将自己的身体和沉船和他作为第一次移民项目的无声见证者的历史组合在一起。第一部由这一悲剧场景催生的作品《丽都湾》提供了刘勃麟摄影作品的第二背景。他说：“成为躺在沙上的移民，对一些人来说他们似乎死了；然而，我的意图是描述他们的到达和他们的未来的开始。”
与以刘勃麟为摄影作品焦点的最闻名和持续最久的《隐身在城市里》相比，他名为《目标》的拍摄目标进化系列与内容一样提供了上下文更多人的一去不返。整个系列由《晚邮报》和《TGCOM24》后续。

## 展览史

### 个人展
2014 《刘勃麟：消失在意大利》，手办画廊，维罗纳，意大利

2013 《刘勃麟》，巴黎-北京画廊，巴黎，法兰西

2012 《刘勃麟：秘密之旅》，H. C. 安德森博物馆，罗马，意大利

2012 《刘勃麟：隐身在城市里》，莫斯科多媒体艺术博物馆 （页面存档备份，存于）

2011 《隐身在城市里》，巴黎-北京画廊，北京，中国

2011 《看不见的人》，Klein Sun画廊，纽约，纽约州

2011 《看不见的人》，Vänermuseet, 利德雪平，瑞典

2011 《看不见的人》，《瑞典学院摄影博物馆》，斯德哥尔摩，瑞典

2011 《隐身在意大利》，国际摄影中心，米兰，意大利 （页面存档备份，存于）

2010 《隐身在城市里》，美术博物馆，加拉加斯，委内瑞拉

2010 上上国际美术馆，宋庄，北京，中国

2010 《火》，Klein Sun画廊，纽约，纽约州

2008 《捉迷藏》，手办，维罗纳，意大利

2008 《中国2007年报告》，Klein Sun画廊，纽约，纽约州

2007 《中国行为艺术图片回顾展》，大山子艺术区，北京，中国

2007 《抽离中心的一代——70后艺术展》，大山子艺术区，北京，中国

1998 海阳作品展，烟台，中国

### 团体展
2015: 《互动：解构观众：东翼双年展》，科陶德藝術學院，伦敦，英国（和塞巴斯蒂安·布拉伊科维奇、马修·巴金汉、帕夫洛·德尔加多、佩特拉·费里安科娃、费利克斯·冈萨雷斯-托雷斯、迭特·容、多纳德·马蒂尼、茱莉·梅赫雷图、凯蒂·帕特森、布里奇特·莱利、雷吉娜·西尔维拉、马克·奎安、谢扎德·达伍德一起）

2011 《摄影双年展》，摄影博物馆，波哥大，哥伦比亚

2011 《黑与白》，零场艺术中心，北京，中国

2010 《抗诉权》，接缝上的博物馆，耶路撒冷，以色列

2010 《反思的思想》，上海当代艺术馆，上海，中国

2010 《路过中国》，疗养院，伊斯坦布尔，土耳其

2010 《无家可归的家》，接缝上的博物馆，耶路撒冷，以色列

2010 《武装与危险：艺术的兵工厂》，伯克希尔博物馆，皮茨菲尔德，马萨诸塞州

2009-10 《动漫美学双年展》，上海当代艺术馆，上海，中国；今日美术馆，北京，中国；广东艺术博物馆，广州，中国

2009 《岸–当代学院雕塑展》，月亮河艺术博物馆，北京，中国

2009 《空白——制造中国》，中建艺术博物馆，北京，中国

2009 《国际当代艺术邀请展》，首尔艺术博物馆，首尔，韩国

2009 《情色–当代艺术邀请展》，《大地锐城会展中心》，济南，中国

2009 《大世界：中国近代艺术》，芝加哥文化中心，芝加哥，美国

2009 《路过中国》，Klein Sun画廊，纽约，纽约州

2009 《伪装》，La Casa Encendida, 马德里，西班牙

2008 《混合迷宫–组摄影展》，红楼基金会，伦敦，英国

2008 《新的中央王国》，皇家利物大厦，利物浦，英国

2008 《活着》，艾德勒画廊，巴黎，法兰西

2008 《力的形式》，国际当代艺术展，桥艺术中心，北京，中国

2008 上上国际美术馆，宋庄，北京，中国

2007 《奥运景观雕塑展》，北京，中国

2007 阿尔勒国际摄影节，阿尔勒，法兰西

2007 《北京制作——当代艺术展》，上海多伦现代美术馆，上海，中国

2007 《缝合——中国和智利艺术家展览》，1号中国艺术基地，北京，中国

2007 《六月联合》，中国行为艺术展，宋庄，北京，中国

2007 《重启——索家村当代艺术展览》，北京国际艺术营二家村，北京，中国

2007 《呼吸》，山东首届当代艺术大展，山东博物馆，山东，中国

2006 宋庄艺术节，宋庄艺术区，北京，中国

2006 《青州国际当代艺术展》，青州博物馆，山东，中国

2006 《第三次当代艺术展》，上上国际美术馆，北京，中国

2006 《当代艺术展拆》，西苑天露商务会馆，北京，中国

2005 《北京书法展》，马西德艺术中心，北京，中国

2005 《引领时代》，昌洲中国当代雕塑展，天津港湾广场，天津，中国

2005 《拆？拆！拆》，北京国际艺术营二家村，北京，中国

2005 《相当大的》，西湖国际雕塑展，杭州美术馆，杭州，中国

2001 《第二回当代青年雕塑家邀请展》，杭州美术馆，杭州，中国

2001 《作品展》，首届中国雕塑竞赛，中国

2000 《第二届金属作品展》，中央美术学院，北京，中国

## 其他作品
为庆祝美国总统奥巴马访华，他做了一个奥巴马的肖像。
2013年1月，刘勃麟为新泽西硬式摇滚乐队邦·乔维专辑《现在怎么样》设计了封面。

## 出版物
- 刘勃麟, A Secret Tour, with texts by Matilde Amaturo, Raffaele Gavarro, Maretti Editore, 2012. ISBN 9788889477885
- 刘勃麟, Thircuir Books （页面存档备份，存于）, 2012. ISBN 978-988-19924-5-1
- 刘勃麟, Hiding in Italy, with texts by Beatrice Benedetti and Nicola Ricciardi, Shin Productions, Brescia, 2010. ISBN 9788889477885
- 刘, 勃麟; Benedetti, Beatrice; Tarocco, Francesca.  (PDF). Verona: Boxart. 2008  [2011-03-25]. OCLC 800208108. （原始内容 (PDF)存档于2016-10-11）.